# Wybrzeże namorzynowe

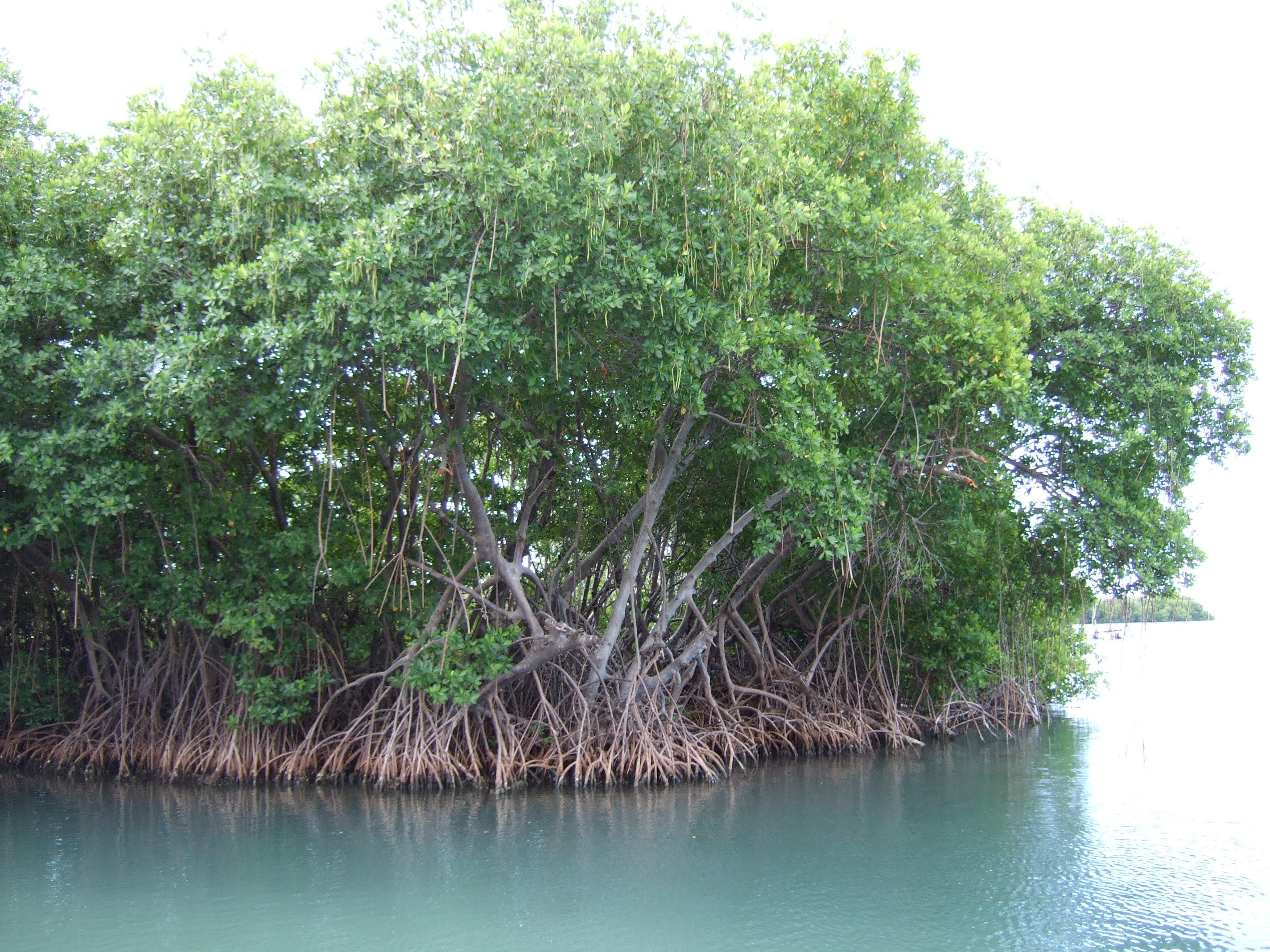
Wybrzeże namorzynowe na Portoryko

Wybrzeże namorzynowe, zwane też mangrowym – typ niskiego wybrzeża porośniętego słonolubnymi lasami namorzynowymi, o dużej amplitudzie pływów i małym falowaniu, charakterystyczny dla strefy międzyzwrotnikowej. Korzenie słonolubnych roślin tworzą plątaninę, w której gromadzą się osady – brzeg narasta. Wybrzeża tego typu występują m.in.: na Sumatrze, Nowej Gwinei, Kubie, w Kolumbii, na Morzu Południowochińskim, w Zatoce Bengalskiej.